# Osterstreit
Mit Osterstreit, Osterfeststreit oder Osterterminstreit ist eine Auseinandersetzung im frühen Christentum über das korrekte Datum für die Feier des Osterfests bezeichnet. Die ungleichen Ostertermine zwischen Ost und Westen lösten bereits zwischen Papst Anicetus (ca. 154–166) und Bischof Polykarp von Smyrna (um 69–155) die ersten Streitigkeiten aus. Unter Papst Viktor I. (189–198?) wurde der Terminstreit über das Osterdatum erneut aufgebracht und zog sich bis ins 8. Jahrhundert.

## Der Streit
Im Osterstreit des 2. Jahrhunderts trafen über die Feier des Osterfestes mehrere Auffassungen aufeinander, denn in den Ost- und Westgemeinden der Christenheit gab es unterschiedliche Meinungen über 
- die Wahl des Wochentages
- die Abgrenzung zum jüdischen Pessachfest
- die Methode zur Terminbestimmung

und schließlich darüber, welches Ereignis in der Passion Jesu Christi als Gedenktag zu feiern sei. Bisher wurde das Osterfest an verschiedenen Orten zu unterschiedlichen Zeiten und unterschiedlichen Anlässen begangen.
Um 190 ging es um die Frage, ob in Kleinasien und Palästina das Fest exakt zum jüdischen Pessahfest am 14. nach dem 1. Nisan zu feiern sei oder ob es, in Übereinstimmung mit der Praxis in Alexandrien und Rom, stets an einem Sonntag in zeitlicher Nähe zum jüdischen Passahfest gefeiert werden sollte. Hier standen sich als Vermittler Irenäus von Lyon (135–202) und Viktor I. als Streitführer in einem ökumenischen Streit gegenüber. Viktor I. hatte nämlich alle Kirchen der Welt aufgefordert, dem römischen Brauch zu folgen, ansonsten wollte er die Kirchengemeinschaft mit den Gemeinden Kleinasiens aufheben. Diese Androhung stieß auf erheblichen Widerstand, vergeblich suchte das Konzil von Arles im Jahr 314 eine Einigung herbeizuführen. Erst auf Druck von Kaiser Konstantin dem Großen (um 280–337) wurde auf dem von ihm einberufenen Ersten Konzil von  Nicaea (325) der Streit beigelegt, jedoch nicht beendet. Die Konzilsväter regten einen gemeinsamen Ostertermin an und forderten Bischof Athanasius von Alexandria auf, in seinen sogenannten Osterfestbriefen einen in Ost und West gültigen Termin anzukündigen. Das Konzil von Nicaea stellte den Osterfeststreit ein und bestimmte: „Ostern soll am Sonntag nach dem ersten Frühlingsvollmond gefeiert werden, fällt dieser Vollmond auf einen Sonntag, ist die Osterfeier erst am folgenden Sonntag zu feiern“.
Der Disput um den Ostertermin zog sich noch weitere 150 Jahre hin, da man sich zwischen Rom und Alexandria, dem Zentrum der kleinasiatischen Christen, immer noch nicht einigen konnte. Papst Johannes I. (523–526) bat 525 Dionysius Exiguus, der als Begründer der Christlichen Zeitrechnung bekannt wurde, um Rat. Dionysus errechnete eine Ostertafel für einen Zyklus von 532 Jahren, die im Westen und Osten anerkannt wurde und den Osterfeststreit beendete. Bis zum Jahre 1582 gab es für die Christenheit nun ein gemeinsames Osterdatum, welches erst durch die in diesem Jahr von Papst Gregor XIII. (1572–1585) geschaffene Kalenderreform geändert wurde.

## Die Passion Jesu Christi
Nach dem Neuen Testament feierte Jesus mit seinen zwölf erstberufenen Jüngern das letzte Abendmahl am Gründonnerstag, wurde am Karfreitag gekreuzigt und ist am dritten Tag (Ostersonntag) auferstanden.
- Ostern am Tage der Kreuzigung – Die Quartodezimaner feierten Ostern am 14. Nisan. Das war der Tag der Kreuzigung. Die Quartodezimaner lebten zwischen dem 1. und dem 5. Jahrhundert in Palästina (außerhalb Jerusalems), Syrien und Kleinasien.
- Ostern am Tage der Auferstehung – Der Tag der Auferstehung Jesu Christi setzte sich bald allgemein durch. Der Hauptgrund war, dass Ostern nicht gleichzeitig mit dem Pessach-Fest der Juden gefeiert werden sollte.
- Ostern in jeder Woche – Nicht in Jerusalem lebende Christen hatten Mühe, die Passionszeit überhaupt mit Hilfe des Pessach-Tages zu terminieren. Unter ihnen gab es kurze Zeit lang die Tradition, in jeder Woche von Donnerstag bis Sonntag der Passion Christus zu gedenken.
- Der Wochentag – Die Bindung an den zur Zeit Jesu Christi verwendeten Jüdischen Lunisolarkalender wurde bis heute nicht aufgegeben. Der Tag des Frühlingsvollmondes, der 14. Nisan, ist kein fixer Wochentag. Dies wurde schon in der Didaskalia Apostolorum überliefert.[3] Ob der Tag der Kreuzigung oder der Tag der Auferstehung, es sind in jedem Gedenkjahr andere Wochentage.
- Ostern an einem wechselnden Wochentag – Die mit den Juden in Jerusalem zusammenlebenden Judenchristen begingen Ostern gleichzeitig mit der Pessachfeier.
- Ostern an einem Sonntag – Die Heidenchristen bevorzugten den Ostersonntag. Nach dem Apostelkonzil (etwa 48 n. Chr.) wurde von den missionierten Christen nicht mehr erwartet, dass sie von den Judenchristen beachtete Gebote (Beschneidung und anderes) übernahmen. Dadurch wurde auch die Bindung an den Pessach-Termin lockerer. Das Fest wurde an einem fixen Wochentag gefeiert. Man wählte den ursprünglichen Tag der Auferstehung, einen Sonntag.
- Abgrenzung zum jüdischen Pessachfest – Die Protopaschisten (in Syrien, Mesopotamien und einem Teil Kilikiens lebend) grenzten sich nicht deutlich gegen das Pessach-Fest ab. Sie gedachten zwar der Auferstehung am Sonntag nach dem 14. Nisan, setzten aber das Osterfest häufig einen Monat früher an als die übrigen Christen. Das lag daran, dass der Jüdische Kalender nach der Zerstörung Jerusalems durcheinandergeriet, der Frühlingsanfang nicht mehr hinreichend beachtet wurde.

Bis heute besteht der Wunsch, dass Ostern niemals am gleichen Tag wie das Pessach-Fest (15. Nisan) stattfindet. In Rom galt anfänglich der 16. Nisan als frühester Oster-Tag. Mit der Übernahme der Alexandrinischen Berechnungsmethode wurde dort auch der 15. Nisan möglich. Das war ein Kompromiss gegenüber Alexandria, wo Ostern anfänglich sogar am 14. Nisan sein konnte. Nur in der Orthodoxen Kirche achtet man heute noch darauf, dass Ostern immer nach Pessach stattfindet.

## Das Konzil von Nicäa
Auf dem Konzil von Nicäa wurde versucht, die grundlegenden Differenzen im Osterfeststreit mit der Festlegung des Osterfestdatums auszuräumen. Der genaue Wortlaut des Beschlusses ist nicht erhalten, doch lässt sich aus einem Schreiben Kaiser Konstantins schließen, dass das Osterfest gemäß Konzil zu feiern sei:
- an einem Sonntag nach dem 14. Nisan (richtet sich gegen die Quartodezimaner),
- an einem Sonntag nach dem jüdischen Pessach-Fest (richtet sich gegen die Protopaschisten).

Die beabsichtigte Einheit in der Osterfeier erreichte das Konzil noch nicht. Aber ab jetzt ging es vorwiegend darum, welche die richtige und sichere Rechenmethode ist, den Termin voraus zu bestimmen. Es ging Kaiser Konstantin unter anderem um eine klare Abgrenzung zum Judentum.

## Verschiedene Rechenmethoden bei der Ermittlung des Oster-Datums
Hauptartikel: Computus (Osterrechnung)
Die Aufgabe lautet:

Zu finden ist der erste Sonntag nach dem Frühlings-Vollmond.

### Das Datum des Frühlings-Anfangs
Das Datum des Frühlings-Anfangs ist in einem Solarkalender, zum Beispiel im Julianischen Kalender fix.
Im Patriarchat Alexandria (Ägypten, 3. Jahrhundert) und in Rom arbeitende Oster-Rechner (Computisten) verwendeten nicht das gleiche Datum: den 21. März die einen, den 25. März die anderen.

### Der Mondzirkel
Die Daten der Mondphasen sind in einem Solarkalender variabel. Als Hilfe für die Einordnung der Mondphasen in den Julianischen  Solarkalender verwendet man natürliche (astronomische) Zyklen von Sonnen- und Mondumlauf, die annähernd die gleiche Periode haben.
In Alexandria verwendete man den 19-Jahre-Zirkel (Meton-Zyklus), bei dem 19 Sonnenjahre etwa gleich lang wie 235 Mond-Monate sind.
In Rom kam der 84-Jahre-Zirkel zur Anwendung. In ihm sind 84 Sonnenjahre etwa gleich lang wie 1039 Mond-Monate. Andere weniger benutzte Zirkel waren 8 (Oktaeteris), 16, 72 und 112 Jahre lang.

### Die Dionysisch-Alexandrinische Methode
Die in Alexandria entwickelte Methode setzte sich gegen die Römische Methode als Hauptkonkurrenten durch, weil sie
- die genauere der beiden Methoden ist,
- mit Dionysius Exiguus und Beda Venerabilis zwei bedeutende Protagonisten hatte.

Der älteste Nachweis für die Anwendung des 19-Jahre-Zirkels nennt Anatolius, 260 bis 282 Bischof von Laodicäa, der ein geborener Alexandriner war. Ihm folgte Eusebius von Caesarea († etwa 338), der einen Osterzyklus aus mehreren Zirkeln anfertigte (Beginn 285). Der Osterzyklus von Theophilius, 389 bis 412 Patriarch von Alexandria, begann 380. Der Ägyptische Mönch Anianus erkannte kurze Zeit später, dass ein Osterzyklus 532 Jahre lang ist, sich die Daten des Ostersonntags danach wiederholen. Der nächste Osterzyklus aus 5 Zirkeln (437 bis 531) stammt von Cyrillus, 412 bis 444 Patriarch von Alexandria.
Der römische Abt Dionysius Exiguus schuf mit dem Geburtsjahr Jesu Christi die Epoche der Christlichen Ära. Er nutzte den Zufall, dass sich die Osterzyklen von Eusebius und Cyrillus bis auf das Jahr 0 (1 v. Chr. bei Exiguus) nach rückwärts verlängern lassen, und setzte den Beginn des ersten Osterzyklus mit der Christlichen Epoche gleich. Somit endete der erste Osterzyklus auch zufällig mit dem letzten von Cyrillus stammenden Ostertafeln. Exiguus erarbeitete neue Ostertafeln bereits 525. Sie galten aber für die ersten Zirkel des im Jahr 532 beginnenden zweiten Osterzyklus. Die Berechnung bis 1063, dem Ende dieses zweiten kompletten Osterzyklus veröffentlichte Beda Venerabilis im Jahre 725.
Exiguus setzte sich für die Alexandrinische Methode, die ihm zu Ehren um seinen Namen erweitert wurde, im Umkreis von Rom ein. Beda lebte in England. Er setzte die Dionysisch-Alexandrinische Methode von dort aus in der übrigen Westlichen Kirche durch, denn von den Britischen Inseln aus erfolgte die Missionierung des nördlich der Alpen gelegenen europäischen Festlandes.

### Die Römische Methode
Beim 84-Jahre-Zirkel verfrüht sich der Mond gegenüber der Sonne um 1 Tag in etwa 66 Jahren, beim 19-Jahre-Zirkel um 1 Tag erst in etwa 310 Jahren.
Der Streit zwischen Rom und Alexandria, der wegen verschieden ermittelter Oster-Termine entstand, wurde oft durch Kompromiss beigelegt. Mal gab Rom nach, mal gab Alexandria nach. Ab etwa 350 war Alexandria zum Kompromiss nicht mehr bereit. Es gab an beiden Orten unterschiedliche Oster-Termine, wenn Rom nicht nachgab. Nach der Teilung des Römischen Reiches (395) lockerte sich das die abend- und morgenländische Kirche zusammenhaltende Band weiter. Das Patriarchat von Alexandria begründete seinen Machtanspruch mit der Behauptung, dass seine Osterdaten auf dem Konzil von Nicäa als maßgebend bezeichnet worden wären. Das Konzil zollte der alexandrinischen Wissenschaft hohe Achtung, überließ aber dem Papst die Entscheidung der jährlichen Festlegung eines Datums.
Die Alexandrinische Methode setzte sich letztlich im Abendland wegen ihrer Genauigkeit und wegen des kürzeren Zirkels durch. Den Weg ebnete außer dem späteren Exiguus auch schon der aquitanische Mönch Victorius, der 457 einen Osterzyklus im Auftrage des späteren Papstes Hilarius erstellte. Er bediente sich der Alexandrinischen Methode, berücksichtigte aber die römischen Eigenheiten in schonender Weise. Den Unterschied beim frühest-möglichen Termin ließ er bestehen. Der Papst sollte entscheiden können, ob der 15. Nisan ein Oster-Termin sei.
Die 84-Jahre-Methode hielt sich am längsten in Teilen Galliens, bei den Angelsachsen, Iren und Engländern. Bei letzteren bedurfte es nach Beda (725) noch des angesehenen Bischofs Elbod von Bangor (um 770), dass der ungenaue Zirkel auch in Wales abgeschafft wurde.
Der Streit um die Rechenmethode bei der Ermittlung des Oster-Datums war nun nach etwa vier und einem halben Jahrhundert in der Westkirche beendet.